# Дело Ивана Скоробогатова
Ваня Скоробогатов (после усыновления англ. Nathaniel Craver, 4 февраля 2002 — 25 августа 2009) — усыновлённый супружеской парой из США российский мальчик, смерть которого вызвала широкий общественный резонанс.

## Биография
Ваня родился 4 февраля 2002 года в городе Троицке Челябинской области и вместе с сестрой-близнецом был брошен своими биологическими родителями. В детском доме дети-близнецы получили имена Ваня и Даша Скоробогатовы, а настоящие родители детей установлены не были. Согласно медицинскому освидетельствованию дети страдали от алкогольного синдрома плода и реактивного расстройства привязанностей. В момент рождения Ваня весил всего полтора килограмма и свой первый год жизни вместе с сестрой провёл в больнице.
В 2003 году по решению российского суда Ваня с сестрой были усыновлены американскими супругами Крэйвер, которые проживали в городе Йорк. Приёмным отцом Вани и Даши стал Майкл Крэйвер, 39-летний отставной солдат военно-воздушных сил США, а приёмной матерью его 48-летняя жена Нанетт Крэйвер. Приёмные дети получили в Америке новые имена Натаниель и Элизабет Крэйвер (англ. Nathaniel и англ. Elizabeth Craver). В связи с продолжающимися медицинскими и психологическими проблемами дети в Пенсильвании неоднократно проходили курсы лечения и не начали посещать школу в положенный срок, а проходили обучение на дому. В год своей гибели Ваня по-прежнему весил меньше чем 95 % своих сверстников — 41 фунт (18,5 кг).
20 августа 2009 года приёмный отец привёз Ваню в местную больницу, где он умер несколько дней спустя, 25 августа, не приходя в сознание. По заключению врачей смерть наступила от черепно-мозговой травмы, субдуральной гематомы. Медики обнаружили около восьмидесяти различных травм на теле ребёнка, и власти возбудили дело об убийстве мальчика.

## Суд над приёмными родителями
Супругам было предъявлено обвинение в убийстве приёмного сына, в феврале 2010 года они были арестованы. По версии обвинения Ваня скончался в результате множества травм, вызванных избиениями, а также от недоедания. Прокуратура, однако, не смогла сформулировать свою версию о том, кто именно из супругов Крэйвер нанёс Ване смертельный удар и каким предметом это было сделано. Прокуратура представила двух свидетелей, описывающих Наннет как «строгую мать, которая наказывала детей за мелкие провинности».
По версии защиты ребёнок страдал психологическими проблемами и систематически ранил себя сам — бился головой о стену, расцарапывал себе глаза и т. п. Фатальную черепно-мозговую травму по версии супругов Ваня также нанёс себе сам, ударившись с разбега головой об отопительный котёл. Защита также предоставила документы, свидетельствующие о том, что Ваня весил значительно меньше своих сверстников в течение всей жизни, и его малый вес не являлся следствием недоедания. Защита пыталась перенести судебное разбирательство из Йорка в другой округ на том основании, что вся округа предвзято настроена против Крэйверов на основании первоначальных отчётов о состоянии ребёнка, и поэтому суд над супругами не будет справедливым. Суд, однако, отклонил это ходатайство.
После длительного разбирательства суд присяжных посчитал, что обвинение не предоставило достаточных доказательств в пользу того, что супруги Крэйвер умышленно убили Ваню, однако признали супругов виновными в убийстве по неосторожности и неосторожном обращении с детьми. Согласно законодательству США наказание по такому обвинению может составлять от 16 месяцев до четырёх лет. 18 ноября 2011 года судья, определяющий приговор в рамках, предписываемых законом, избрал минимальный срок заключения — 16 месяцев. В связи с тем, что супруги к моменту оглашения вердикта присяжных уже провели в тюрьме 19 месяцев, суд освободил их. Поясняя решение о длительности приговора, в своём выступлении судья указал, что считает, что супруги Крэйвер в настоящее время не представляют угрозу для общества и что более длительный срок заключения не сможет послужить полезным примером для других потенциальных нарушителей. Защита в своём последнем слове подчеркнула, что в результате случившегося супруги Крэйвер потеряли своих детей (Даша была отобрана органами опеки, и живёт с родственниками Крэйверов), потеряли работу, свой дом и все свои сбережения, ушедшие на оплату многолетних судебных издержек.
3 декабря 2011 года Крэйверы объявили о своём желании добиваться нового суда, продолжая настаивать на своей полной невиновности в смерти приёмного сына. Они также заявили о своём намерении регулярно контактировать с Дашей, сестрой Вани.

## Реакция в России
Смерть Вани и процесс над приёмными родителями получил широкий резонанс в России. Две российских телекомпании наблюдали за судебным разбирательством. Мягкость приговора вызвала резкую реакцию в России.

### Реакция МИД
Ещё в марте 2010 года МИД России подавал США ноту протеста в связи с тем, что американские власти «не уведомили своевременно российские власти о гибели российского гражданина Ивана Скоробогатова». Российские чиновники отмечали, что за последние 20 лет семнадцать усыновлённых детей из России погибли в США в результате бытового насилия.

Министерство иностранных дел России озвучило своё несогласие с приговором. 
Замучившие до смерти семилетнего ребенка (его приемные родители) вышли на свободу, пробыв под арестом всего полтора года. Вердикт суда поражает своей вызывающей безответственностью. Он абсолютно не адекватен содеянному и наступившим тяжким последствиям.

Своё несогласие выразил и вице-консул России в Нью-Йорке Александр Отчайнов: 
Мы считаем, что сегодня супругам Крэйвер было вынесено неадекватно мягкое наказание в виде условного лишения свободы на пять лет. Фактически, они вышли на свободу. Хотелось бы напомнить, что российский гражданин — несовершеннолетний ребенок Иван Скоробогатов — был убит далеко не условно.

### Попытки судебного преследования приёмных родителей в России
После оглашения приговора в США 19 ноября 2011 года Следственный комитет России распространил заявление о том, что намеревается провести заочный суд супругов Крэйвер в России и объявить их в международный розыск.
В связи с вынесением американским судом вызывающе мягкого приговора за убийство Вани Скоробогатова, усыновленного в России семьей из США, председатель Следственного комитета Российской Федерации дал указание активизировать расследование ранее возбужденного уголовного дела, с целью закрепления доказательств умышленного причинения смерти российскому мальчику с особой жестокостью.
Однако 28 ноября 2011 года Басманный суд города Москвы отклонил ходатайство Следственного комитета о заочном аресте супругов Крэйвер. Судья мотивировал своё решение тем, что супруги уже были осуждены в США, а Следственный комитет России не представил каких-либо доказательств по делу. Прокуратура города Москвы также не поддержала инициативу Следственного комитета и выступила против ареста супругов Крэйвер.

### Попытки пересмотра существующей в России системы усыновления
Общественный резонанс, вызванный смертью Вани, послужил поводом для попыток внести изменения в действующую систему усыновления российских детей. Например, уполномоченный при президенте РФ по правам ребёнка Павел Астахов 10 декабря 2011 года пригрозил вводом моратория на усыновление российских детей американцами.
Президент России Дмитрий Медведев 3 декабря 2011 года высказался в пользу создания механизма, позволяющего привлекать к ответственности иностранцев, усыновивших российских детей и применивших к ним насилие и отметил:
Здесь не должно быть деления на случаи, которые происходят где-то за границей или внутри страны, потому что все это тяжкие преступления, и нельзя видеть только у иностранцев сплошные проблемы… Нужно смотреть и на то, что у нас происходит, у нас, к сожалению, количество преступлений, направленных против детей, весьма значительное
После распада СССР иностранцы по разным данным усыновили от 80 000 до 100 000 детей из России. Основная масса этих детей, до 60 000, было усыновлено родителями из США, и 19 из этих детей погибли за эти годы в результате бытового насилия. Для сравнения в России только в прошлом году в приюты попало 93 000 брошенных детей. Точной статистики для определения числа детей погибших в России от бытового насилия нет, и по разным данным это число составляет от 200 до 2000 детей в год. За последние годы российские власти всё более ужесточают правила международного усыновления, однако число брошенных детей, которых усыновляют граждане России, на этом фоне не возрастает, а падает. За последние 6 лет число детей, усыновляемых россиянами сократилось в три раза, причём половину усыновлённых детей россияне, разочаровавшись, возвращают обратно в детские дома.

## Реакция в США
Американский прокурор, ведущий дело об убийстве Вани, Тим Баркер, во время процесса выражал удивление в связи с активным вниманием российской стороны к судебному разбирательству. 
Международное внимание пришло к нам невесть откуда, я его совершенно не ожидал. Мы не рассматриваем этот процесс через призму американского усыновления русского ребёнка. Для нас это просто ребёнок.  … Я понимаю, почему процесс освещается и обсуждается, я вижу источник внимания к процессу, но, говоря откровенно, мы сосредоточены на том, чтобы добиться справедливости для Натаниэля. … Проблемы международного усыновления не находятся в фокусе нашего внимания, нас единственно заботит восстановление справедливости .
Прокурор также заверил общественность в благополучии сестры Вани:
Даша сейчас проживает с родственниками приёмного отца. Настроение у неё хорошее. Органы опеки осуществляют регулярный контроль за условиями её содержания и воспитания. Она ходит в школу и очень любит заниматься спортом.